# Lis Hooge-Hansen
Lis Hooge-Hansen (født 3. august 1931 i Locarno, Schweitz, død 17. april 1981) var en dansk billedhugger og grafiker. Hun var datter af fysioterapeut Else Hooge og tandlæge Povl Hansen. 
Med repræsentationer på Statens Museum for Kunst, Louisiana og Fuglsang Kunstmuseum har Lis Hooge-Hansen tidligt i karrieren opnået anerkendelse for sine skulpturers enkle og udspændte formsprog. De første værker var formet fra en kerne inderst og derefter ud mod selve formen. Derefter blev de støbt i bronze. Flere af hendes portrætter er udarbejdet med denne arbejdsmetode. Behovet for at arbejde udefra og ind mod formen opstod på et senere tidspunkt, hvorefter arbejdet med træ og sten tog sin begyndelse. Hendes senere menneskeskildringer i træ og sten fik tilføjet en ny dimension af længerevarende ophold i Sydamerika og Mellemamerika, hvor hun stiftede bekendtskab med andre kulturers billedudtryk.
Den enkle monumentalitet kommer i særlig grad til udtryk i udsmykningen af Børnehospitalet i Glostrup. Titlen på det polykrome trærelief fra 1963-66 er Lader de små børn komme til mig, og relieffet viser rækker af børn, bærende deres dyr og legetøj frem mod Kristus. 

## Uddannelse
1952-54 Billedhuggerskolen i Frederiksholms Kanal, Kunstakademiet, hos professor Johannes Bjerg

## Rejser og udlandsophold
- Spanien, Frankrig, Italien, Jugoslavien, Grækenland, Tyrkiet og Marokko
- 1958-59 Rejser og længerevarende ophold i Latinamerika: Brasilien, Santiago de Chile, Mexico og Guatemala
- 1960 Los Angeles
- 1962 Bonn og Berlin
- 1977 New York City

## Stillinger og hverv
- 1972 Gæsteprofessor ved Kunstakademiet
- 1975-76 Censor ved Kunstnernes Efterårsudstilling, KE

## Stipendier og udmærkelser
- 1954 Akademiet
- 1954 Ole Haslunds Kunstnerfond
- 1967 De Bielskeske Legater
- 1980 Statens Kunstfond

## Udstillinger, udvalgte
- 1952-54 Charlottenborg Forårsudstilling
- 1953-56 KE
- 1961 Med Dannebrogen i topp, Liljevalchs konsthall (sv), Stockholm
- 1967, 1973 Skulptur i Eventyrhaven, Odense
- 1976,1979-81 PRO
- 1978 Lyset, Nikolaj Kunsthal, København
- 1978 Skulptur, Kongens Have

### Udstillinger, separat
- 1955 Abels Kunsthandel, Aarhus, sammen med billedkunstneren Herman Stilling
- 1958 Sala de Expo. Universidad de Chile
- 1959 Sala de la Plastica Mexicana del Inba, Mexico City
- 1960 Paul Rivas Gall., Los Angeles
- 1962 Ibero Club, Bonn
- 1962, 1971 Den Frie Udstillingsbygning
- 1968 Exposalongen, Helsingfors
- 1971 Marienlyst Slot, Helsingør
- 1976 Galleri Asbæk, København
- 1976 Kulturhuset, Helsinge

## Værker i offentlig eje
- 1953 Min Mor, bronze, Statens Museum for Kunst
- 1955 Dotta, bronze, Louisiana
- 1956 Moderen, relief i kunststen, Humlebæk Bibliotek
- 1956 Bo Bjørnvig, bronze, Louisiana
- 1956 Karen Blixen, bronze, Louisiana og Rungsted Kommuneskole
- 1956 To mennesker, bronze, Louisiana
- 1969 Fødsel, bronze, Hjørring Kommunebibliotek
- 1971 Lykke, bronze, Amtscentralen for Undervisningsmidler, Hillerød
- 1977 Hundenes Hund, bronze, Københavns Kommune, opstillet i Churchillparken

## Udsmykning
- 1963-66 Lader de små børn komme til mig, polykromt relief i træ, Børnehospitalet i Glostrup